# Amerikanskt marskgräs
Amerikanskt marskgräs (Spartina alterniflora) är en gräsart som beskrevs av Jean Loiseleur-Deslongchamps. Enligt Catalogue of Life ingår Amerikanskt marskgräs i släktet marskgräs och familjen gräs, men enligt Dyntaxa är tillhörigheten istället släktet marskgräs och familjen gräs. Arten har ej påträffats i Sverige. Inga underarter finns listade i Catalogue of Life.

## Bildgalleri

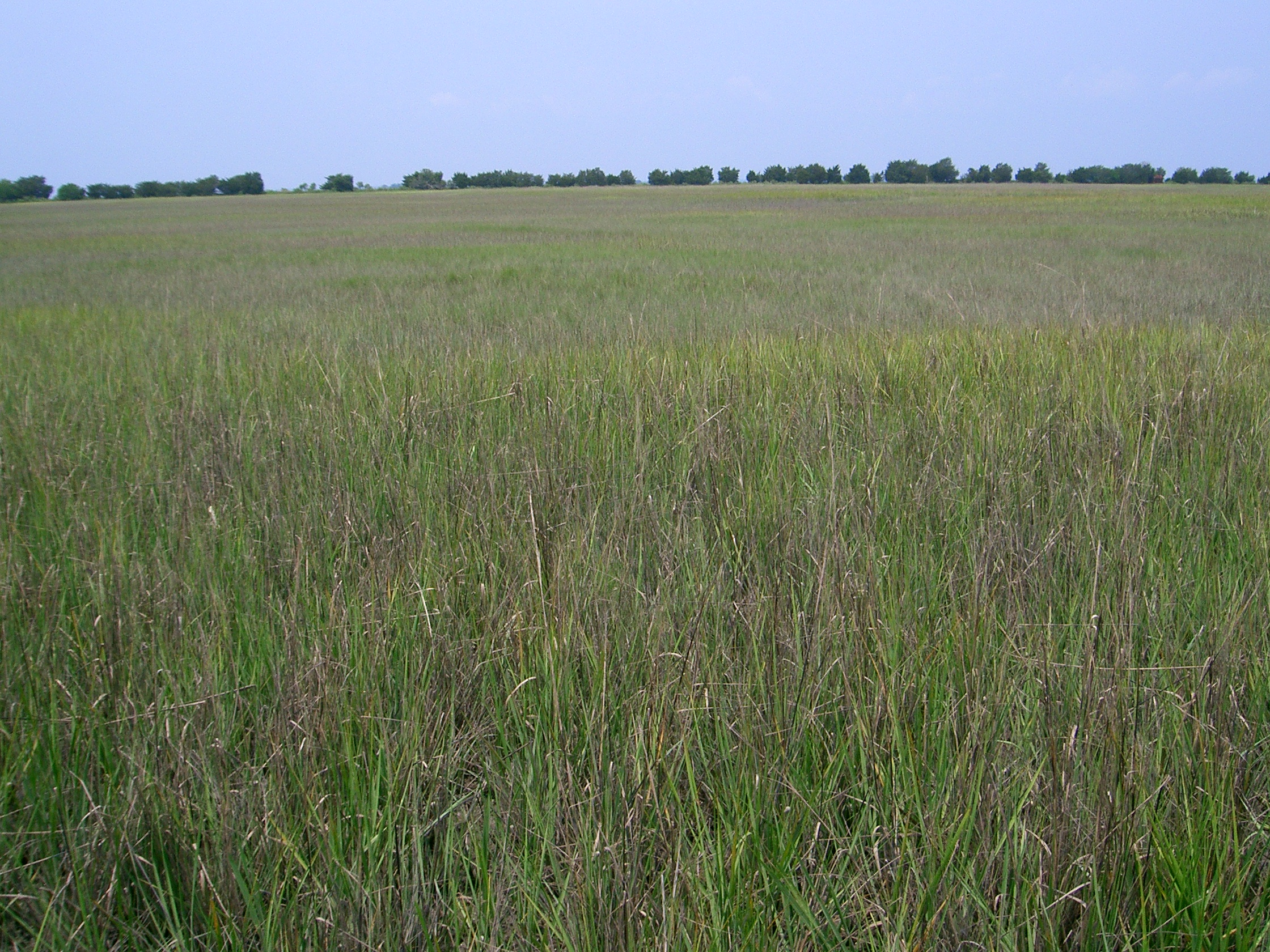
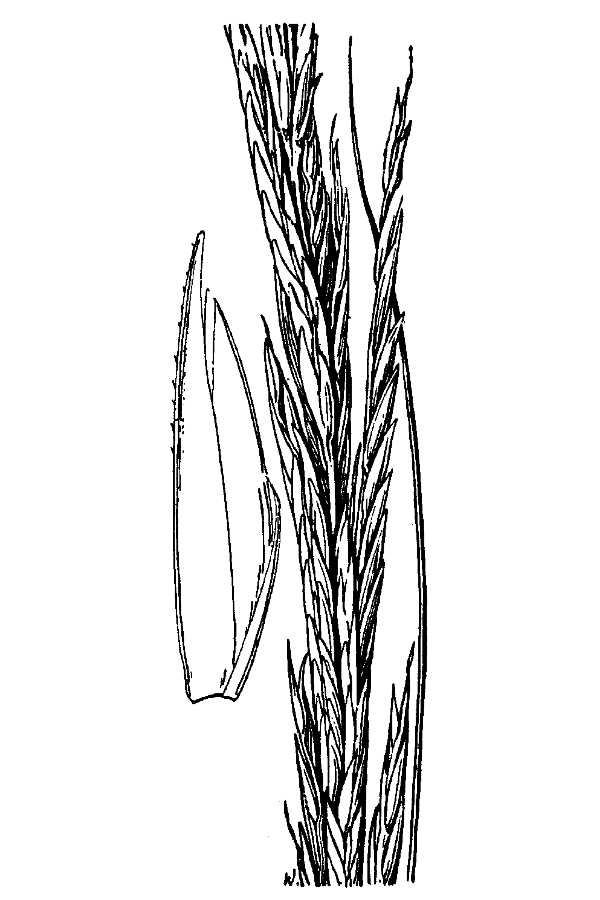
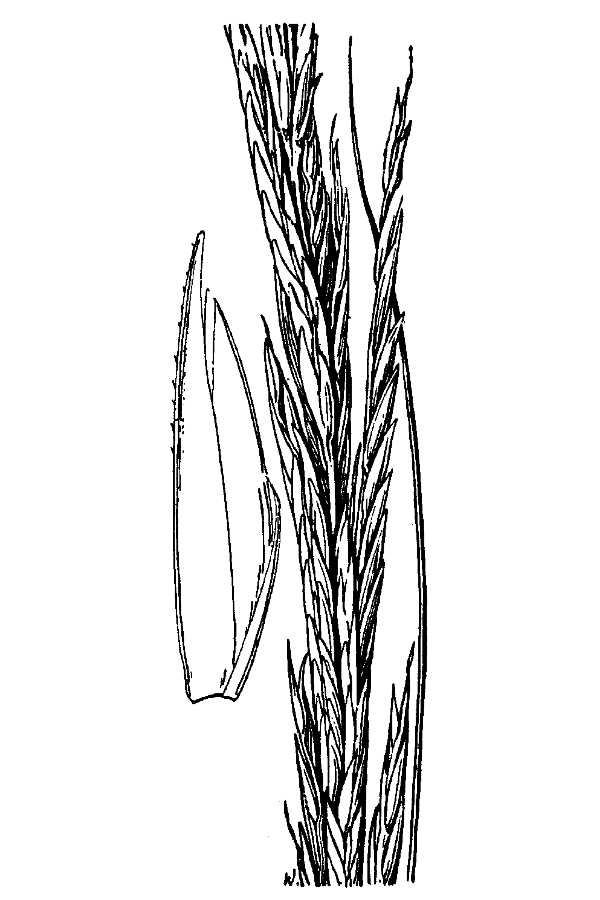
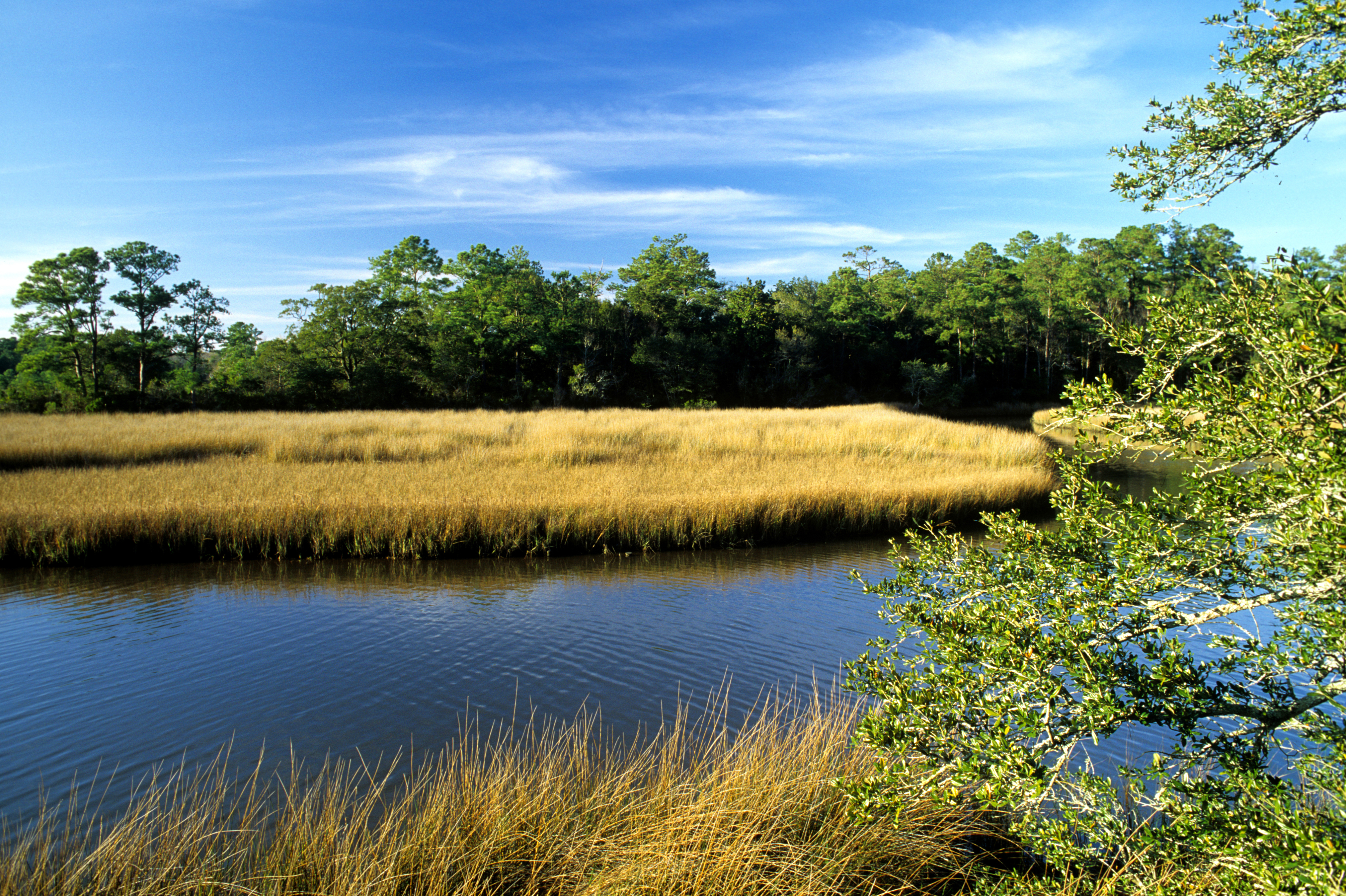
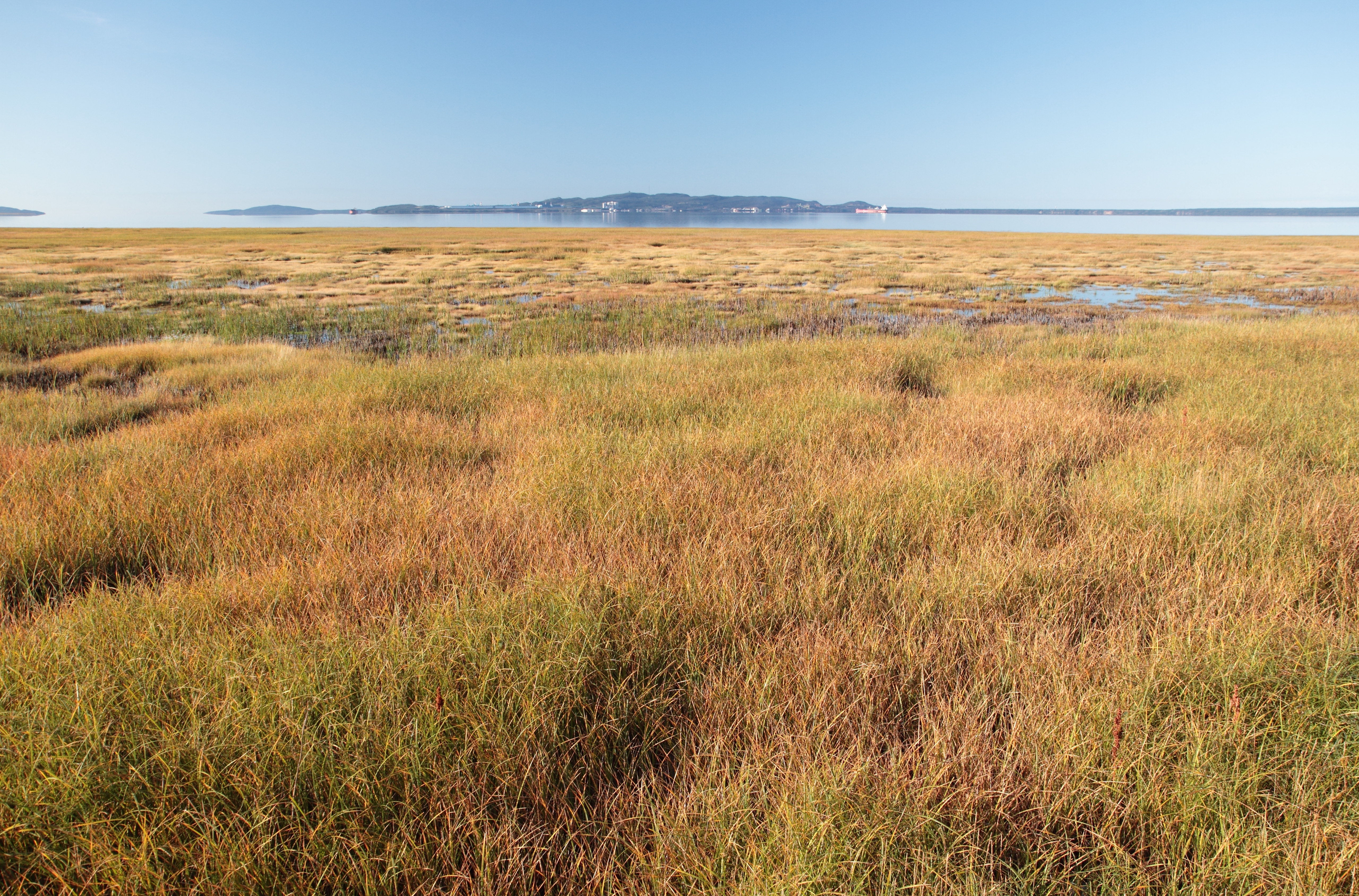